# 白山神社 (土岐市泉中窯町)
白山神社（はくさんじんじゃ）は、岐阜県土岐市泉町の大富（おおとみ）地区内の泉中窯町（いずみなかがまちょう）1丁目に鎮座する神社（金幣社）。通称「大富白山神社」。

## 祭神
主祭神
- 菊理姫命

副祭神
- 伊弉諾命・伊弉冉命

末社
- 金比羅大権現
- 大富天満宮
- 出雲大社
- 土岐一稲荷神社
- 日神子神社（ひのみこじんじゃ）
- 御嶽神社（おんたけじんじゃ）
- 明妙見社
- 秋葉神社
- 山神
- 神明神社
- 氏神様
- 三宝荒神
- 水天明王
- 大鍬神社
- 内内神社

## 由緒
『美濃国神名帳』の土岐郡の項に、帳内社として従五位下の高田明神が祀られていたとされる。
大富の地はその昔、高田勅使田（たかだてしでん）と言われ、朝廷直轄の地であった。
清和源氏の直系である土岐頼貞は、美濃守護の任を受け、この神社の近くの大富館に居住して近在を統治したが、一族の氏神として高田明神を厚く信仰した。その後、頼貞の子孫も代々手厚く祭祀した。
天正2年（1574年）、武田勝頼による東濃侵攻の際に兵火により焼失させられた。
現在の白山神社は、貞享3年（1686年）に加賀の白山比咩神社の祭神を勧請して、現在地に造営されたものである。
その後、神仏習合により別当寺の玉林山 龍泉寺が併設され、享保5年（1720年）には大鳥居も建立され、諸願成就、縁結びの神として村人の崇敬心が益々高まっていった。
明治6年（1873年）、その由緒・崇敬により、村社となった。
かつて神社の森の広さは2万坪(6万6千㎡)あったが、明治末期に三分の一を残して伐採された。現在の泉中窯町の大部分であり、一部は土岐市立泉小学校の敷地となっている。
昭和35年（1960年）には銀幣社、次いで昭和41年（1966年）には金幣社に昇格している。
現在の社殿は、昭和5年（1930年）に改築されたものであるが、
その後、大富区内に奉祭されていた稲荷神社、日神子神社なども境内社として合祀された。
昭和38年（1963年）には結婚式場として神泉殿が併設された。

## 画像集

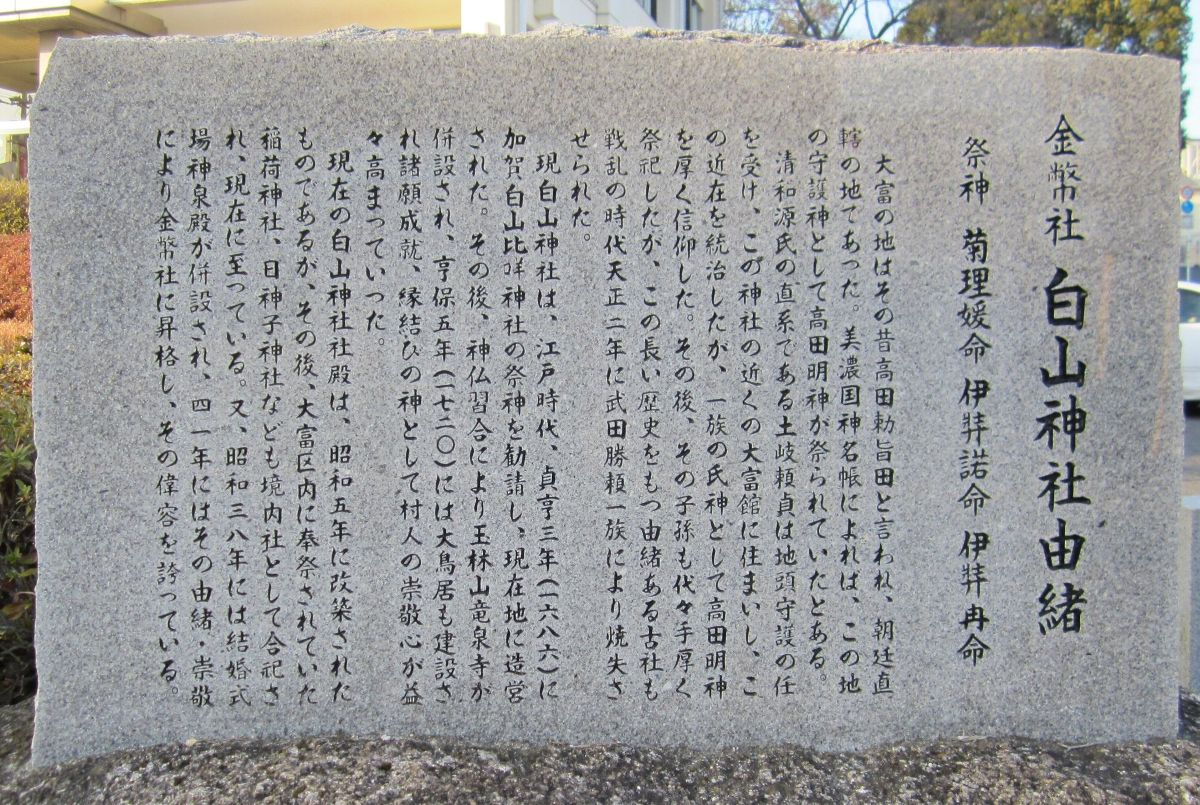
由緒碑
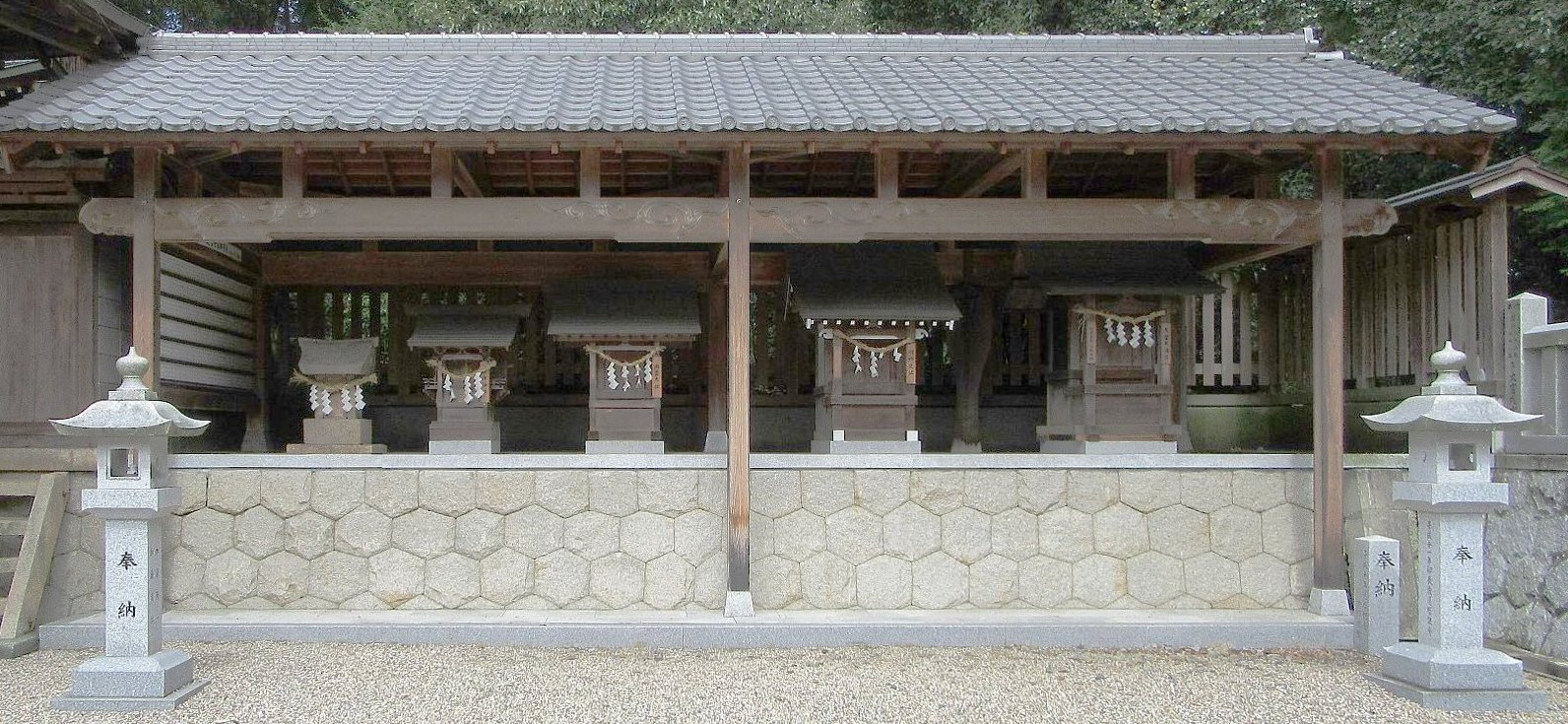
境内末社
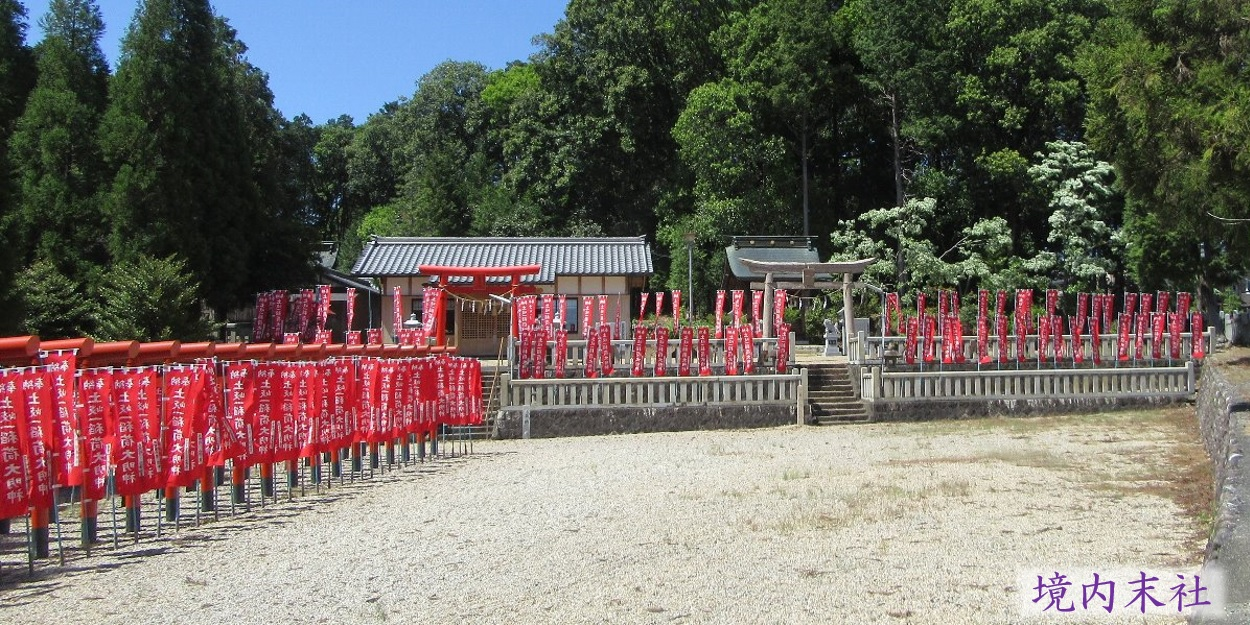
境内末社
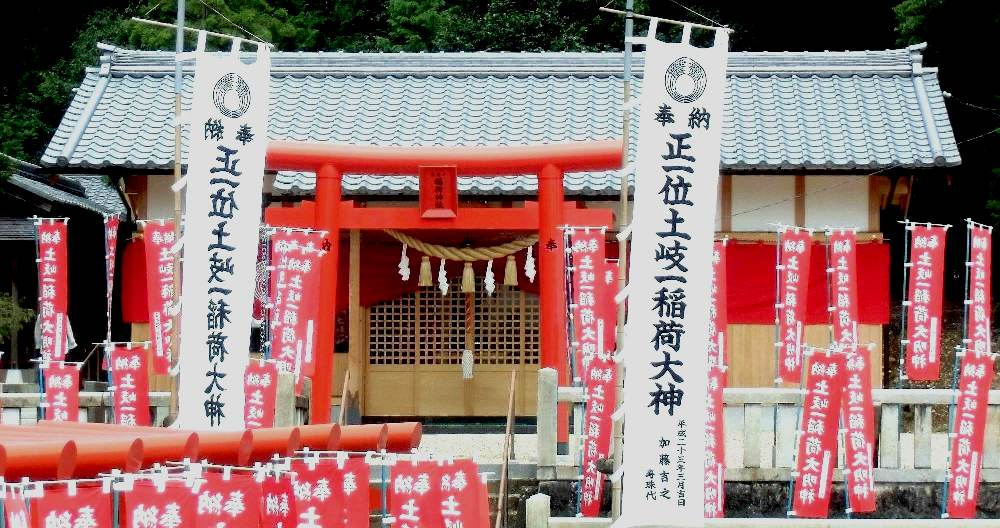
土岐一稲荷神社
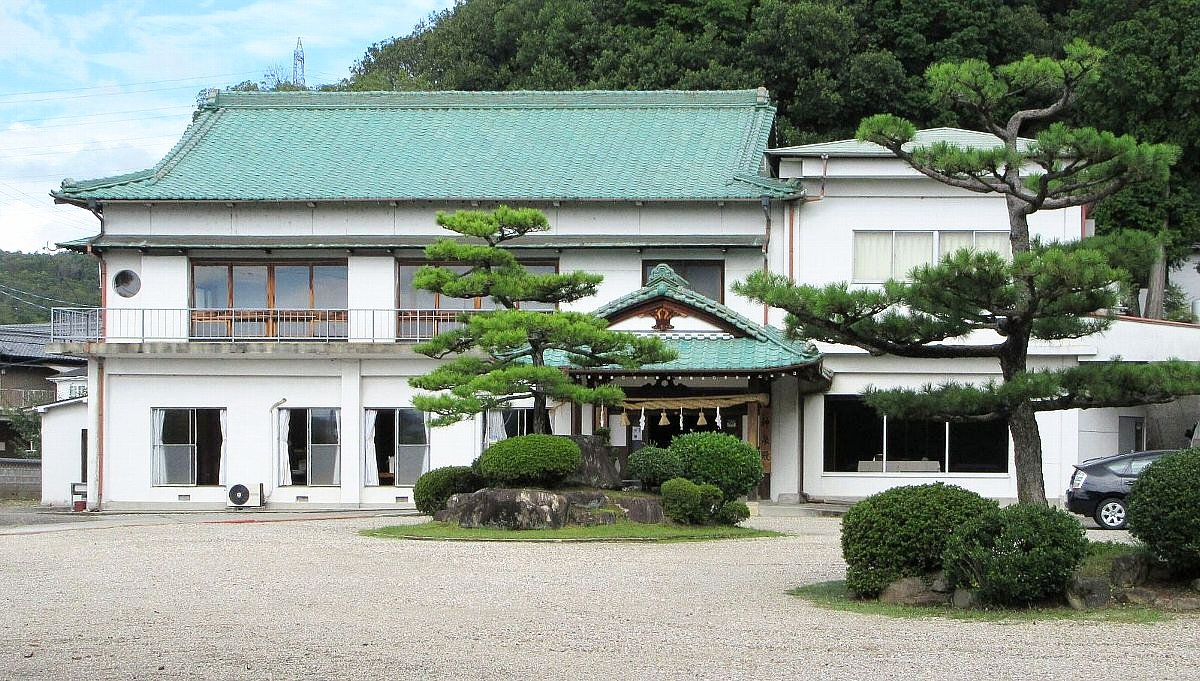
神泉殿
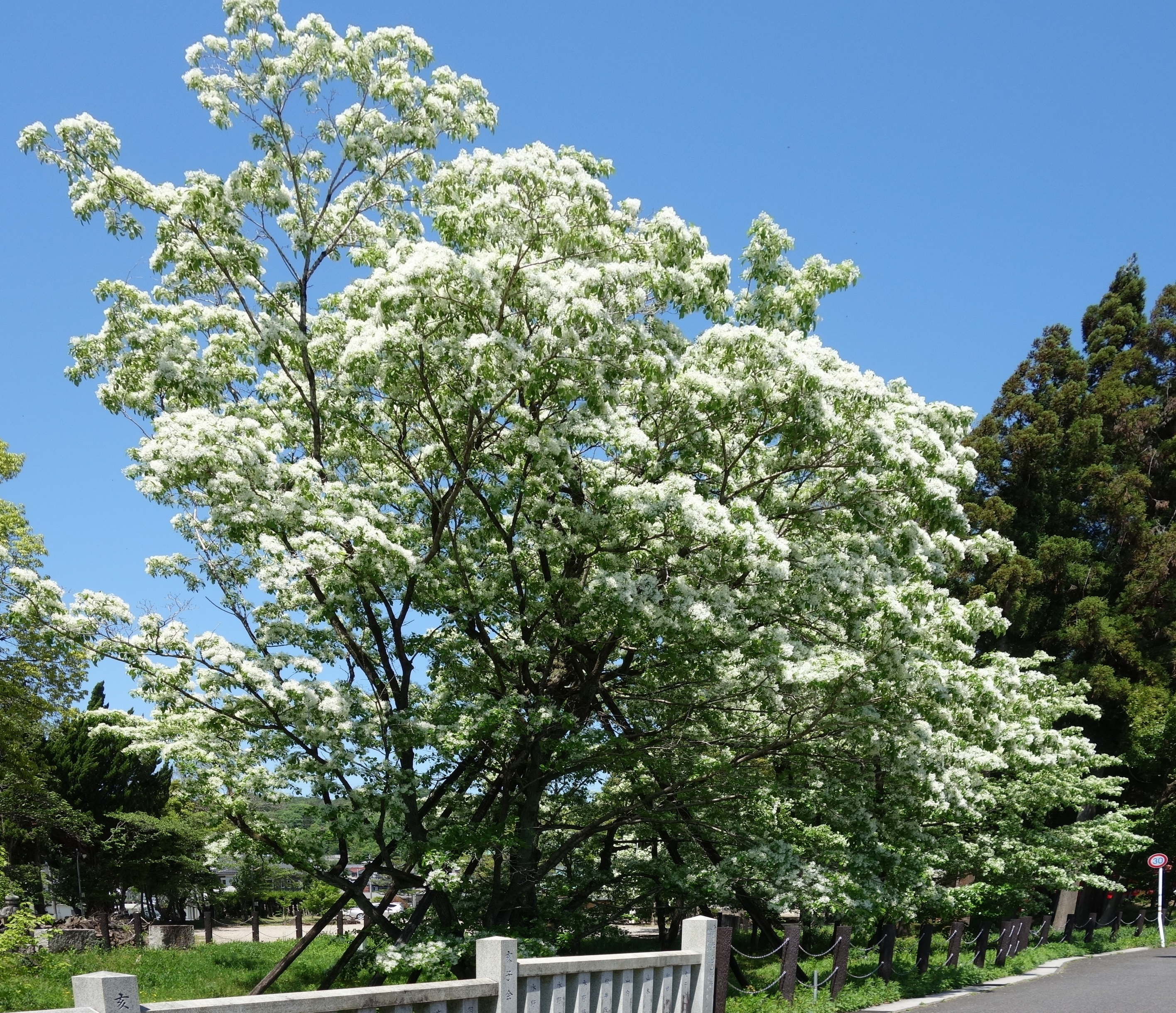
ヒトツバタゴ
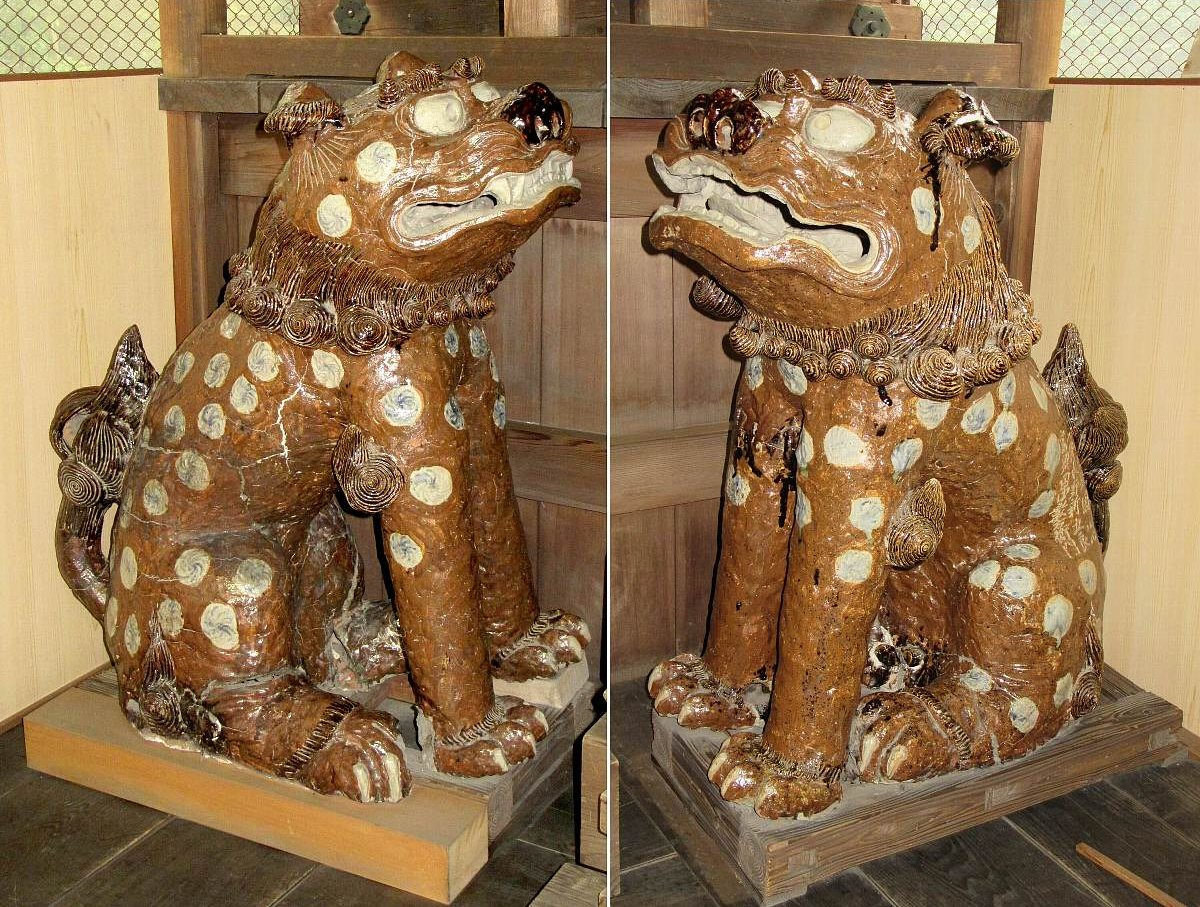
土岐市文化財大狛犬

## 文化財
国の天然記念物
- 白山神社のハナノキおよびヒトツバタゴ（昭和18年（1943年）2月19日指定）[3][4][5]

土岐市指定文化財
- 白山神社社宝　陶製の大狛犬 享和元年（1802年）寄進　昭和44年(1969年）2月24日指定）
- 白山神社社宝　陶製の狛犬　安永7年（1778年）寄進　昭和36年(1961年）7月5日指定）

## 交通
- JR中央本線 土岐市駅より徒歩で約15分。
- 中央自動車道 土岐インターより車で約5分。

## 周辺
泉町の久尻（くじり）地区には久尻神社が、定林寺（じょうりんじ）地区には稲荷神社が鎮座する。